# Brüsselisierung

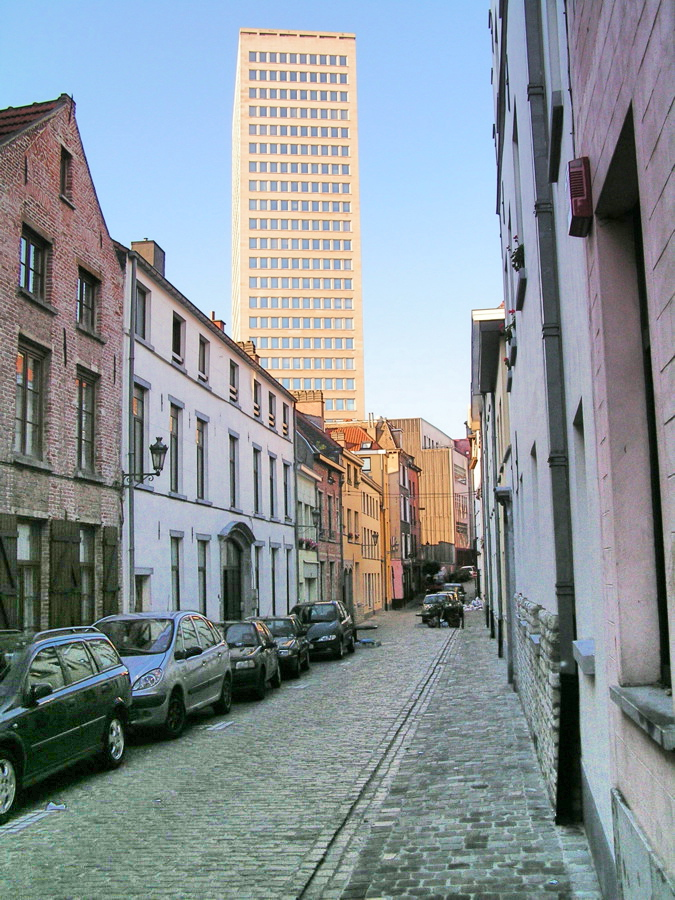
Ein Beispiel für Brüsselisierung. Viele historische Gebäude wurden abgerissen und durch unspezifische moderne Gebäude ersetzt. Auf dem Gelände des bis 1965 existierenden Brüsseler Volkshauses steht heute ein Hochhaus.

Brüsselisierung (Brusselization auf Englisch, bruxellisation auf Französisch und verbrusseling auf Niederländisch) bzw. als Verb brüsselisieren, bezeichnet den stadtplanerischen Begriff des teils unkontrollierten und unpassenden Einfügens von großmaßstäblichen Neubauten modernistischer Architektur in historischen Stadtteilen, wie er teilweise in Brüssel und auch in anderen über Jahrhunderte gewachsenen Städten zu sehen ist.
Diese pejorative Bezeichnung trifft auf alle Städteentwicklungen zu, deren Muster der eher unkontrollierten und unmaßstäblichen Entwicklung von Brüssel seit den 1960ern und 1970ern entspricht, die aus der ausbleibenden Gebietsregulierung und einer Laissez-faire-Haltung der Stadtverwaltung resultierte, konkret im Fall des „Manhattan-Plans“ im nördlichen Quartier und dem Bau des Sitzes der EU im Leopold-Quartier.

## Das Beispiel Brüssel

### Von 1960 bis in die 1980er
Die als Brüsselisierung bekannte Bauweise war ursprünglich eine Art der Stadtplanung, die von der Stadtverwaltung Brüssel im Kontext der Expo 58 verwendet wurde.
Um die Stadt auf die Expo 58 vorzubereiten, wurden Gebäude unabhängig von deren architektonischer oder historischer Relevanz eingerissen, um Platz für Büro-Gebäude und Wohnblöcke zu schaffen, die ein entsprechend hohes Fassungsvermögen aufwiesen. Es wurden weiterhin Boulevards und Tunnel eingerichtet um dem Bevölkerungsanstieg sachgemäß zu begegnen und die Leistungsfähigkeit der Infrastruktur zu erhöhen.
Durch Brüssels Rolle als Sitz der EU- und NATO-Verwaltung wurden weitere Infrastrukturmaßnahmen, die zu einer fortschreitenden Brüsselisierung führten unternommen, unter anderem der Bau des Areals der Europäischen Kommission.
Aus Protest gegen die von Bürgermeister Lucien Cooremans betriebene Baupolitik bildeten sich zahlreiche Bürgerbewegungen unter den Brüsseler Anwohnern und innerhalb der internationalen Architekturszene. Dennoch setzte Cooremans die Erneuerung des Stadtbildes gegen zivilgesellschaftliche Widerstände durch; als bekanntes Beispiel ist dabei der Abriss von Victor Hortas Jugendstil-Volkshaus (einem bedeutenden Bau der architektonischen Moderne von 1889) im Jahr 1965 zu nennen, welcher trotz des Protestes von 700 Architekten aus aller Welt umgesetzt wurde.
Die architektonische Fachwelt benannte im Zusammenhang der Proteste die Stadtentwicklungsform als Brüsselisierung. Wortführer in diesem Zusammenhang waren Léon Krier und Maurice Culot, die eine antikapitalistische Stadtentwicklung in Opposition zur vorherrschenden unkontrollierten Modernisierung Brüssels formulierten. Zwar ist eine ähnliche, als Verbrüsselung zu bezeichnende, Entwicklung in anderen, vornehmlich europäischen Städten zu beobachten, allerdings ist zu differenzieren hinsichtlich der Tatsache, dass der Modernisierungsprozess Ende der 1960er hauptsächlich durch den Büroraumbedarf von EU-Institutionen vorangetrieben wurde.

### Weitere historische Beispiele für die Modernisierung Brüssels
Die Einwohner Brüssels wurden bereits wiederholt Zeuge einer Modernisierung der Stadt. So wurden im 19. Jahrhundert Avenues nach Pariser Vorbild eingerichtet. Weiterhin ist die Verbindung der Nord- und Südteile der Stadt als Modernisierungsmaßnahme zu nennen.
Durch König Leopold II sollte an Brüssel ein Vorbild für große Hauptstädte mit imperialem Anspruch entstehen.
In der Mitte des 20. Jahrhunderts entstand eine richtungsweisende Allianz zwischen unternehmerischen Stadtentwicklern und der Stadtverwaltung um visionäre Stadtentwicklung zu betreiben, die allerdings die Anwohner nicht weiter berücksichtigte.

### 1990er Jahre: Von der Brüsselisierung zur Entkernung
Seit Anfang der 1990er wurden Gesetze eingeführt, die den Abriss der Gebäude mit historischem oder architektonischem Wert einschränken sollten. Die Stadtverwaltung äußerte sich 1999 explizit gegen den unstrukturierten Bau von Wolkenkratzern und nannte sie als architektonisch inkompatibel zu der Ästhetik der tradierten historischen Gebäude.
Durch die Stadtplanungsverordnung 1991 konnten Gebietsverwaltungen Abrissanträge zu historisch, ästhetisch oder kulturell relevanten Gebäuden ablehnen. Weiterhin konnten dezidiert Gebiete als Kulturerbe durch die Denkmalpflegeverordnung von 1993 gekennzeichnet werden, um sie vor dem Abriss zu bewahren. Im Jahr 2007 wurde von der Regionalverwaltung der International Development Plan (IDP) in Brüssel umgesetzt, welcher spezifische und teilweise fragwürdige Erfüllungskriterien für Großbauprojekte vorsieht, welche unter anderem beim Bau des Square Meeting Centers, des Europe House und Monts des Arts zu beobachten waren.